# Суґата Мітра
Суґата Мітра (народився 12 лютого 1952) — індійський вчений-інформатик і теоретик освіти. Він став відомий завдяки експерименту «Діра в стіні», про який розповів на конференції TED і отримав премію TED Prize у 2013.

## Біографія
Мітра народився 12 лютого 1952 року в бенгальській родині в Калькутті, Індія.

### Ранні наукові роботи
Отримавши ступінь доктора філософії з фізики твердого тіла в Індійському технологічному інституті (ІТІ) в Делі, Мітра опублікував кілька статей про органічні напівпровідники, потім продовжив дослідження технології акумуляторів у Центрі енергетичних досліджень в ІТІ, а пізніше у Технічному університеті у Відні. Згодом опублікував статтю про хлорно-цинкову батарею та статтю про те, чому органи чуття людини розташовані там, де вони є.

### Освітні та когнітивні дослідження
У 2019 році Мітра пішов на пенсію з посади професора освітніх технологій в Університеті Ньюкасла в Англії після 13 років роботи там. В університеті Мітра займався дослідженнями у галузі когнітивної науки та освітніх технологій.
Мітра є прихильником «мінімально інвазивного навчання» — форми навчання, при якій діти працюють у необхідному середовищі без нагляду.

## Експеримент «Діра в стіні»
26 січня 1999 року команда Мітри вирізала «діру в стіні», яка відокремлювала приміщення наукового центру NIIT від сусідніх нетрів у Калкаджі, Нью-Делі. Через цей отвір у вільний доступ виставлявся комп'ютер. Цей комп'ютер виявився популярним серед дітей нетрів. Не маючи попереднього досвіду, діти самостійно вчилися користуватися комп'ютером. Це спонукало Мітру запропонувати наступну гіпотезу: отримання базових комп'ютерних навичок будь-якою групою дітей може бути досягнуто шляхом випадкового навчання за умови, що учням надано доступ до відповідного комп'ютерного обладнання з розважальним і мотивуючим контентом і деякими мінімальним (людським) керівництвом.
Мітра пояснював, як вони подбали про те, щоб комп'ютер у цьому експерименті був доступний лише для дітей
…Ми розташували комп'ютер на висоті 3 фути від землі та розмістили зверху штору, щоб, якщо ви високий, ви могли вдаритися об неї головою. Потім ми наділи захисний пластиковий кожух на клавіатуру, у якої був такий маленький отвір. Потім ми поставили спереду сидіння, яке було близько до стіни, щоб, якщо ви дорослого зросту, ваші ноги розкидалися, коли ви сидите. Потім ми пофарбували все у яскравий колір і розмістили напис "для дітей до 15". Ці конструктивні фактори значною мірою перешкоджали доступу дорослих.
За твердженням Мітри дослідження продемонструвало, що групи дітей, незалежно від того, хто і де вони, можуть самостійно навчитися користуватися комп'ютерами та Інтернетом за допомогою загальнодоступних комп'ютерів, розміщених у публічних місцях, таких як дороги та ігрові майданчики, навіть не знаючи англійської мови.
За цю публікацію Мітру було нагороджено нагородою Dewang Mehta за інновації в ІТ.
Експеримент «Діра в стіні» надихнув індійського дипломата Вікаса Сварупа написати свій дебютний роман «Запитання та відповіді», який згодом був використаний у сценарії до фільму «Мільйонер із нетрів».

### TED Talk
3 травня 2013 року виступ Мітри на тему «Побудуй школу в хмарі» зроблений на конференції TED був представлений в радіопередачі NRP у рубриці «Нестримне навчання». У програмі Мітра розповів про експеримент «Діра в стіні» і стверджував, що діти в сільських нетрях Індії, багато з яких ніколи не бачили комп'ютерів у своєму житті, коли залишалися з комп'ютерами в кіосках, навчалися всьому, від «карти символів» до складних тем, таких як «реплікація ДНК», самостійно, без допомоги дорослих. Він припустив, що це призведе до «нестримного навчання» через «всесвітню хмару», де діти об'єднуватимуть свої знання та ресурси за відсутності нагляду дорослих, щоб створити світ самонавчання.
Мітри заявляє про те, що традиційна школа застаріла, підкреслює застійність системи освіти. Він пояснює, що оригінальні вікторіанські академічні пріоритети були створені як такі, щоб відповідати потребам періоду часу щодо створення майбутніх поколінь компетентних членів суспільства: «[Студенти] повинні мати гарний почерк, тому що дані пишуться від руки; вони повинні вміти читати; і вони повинні вміти виконувати в голові множення, ділення, додавання та віднімання». Але коли сучасна епоха настільки оснащена технологіями, які можуть бути використані на користь як педагогам, так і їхнім учням, вкрай важливо, щоб система навчання адаптувалася до суспільства. Модель Mitra SOLE наголошує на мінімально інвазивних методах навчання, де ставляться широкі запитання, а студенти змушені використовувати навички співпраці та методи активного вирішення проблем, щоб сформувати гіпотези та самостійно дійти висновків. Його підхід додатково підкреслює корисність багатьо академічних навичок; особливо креативність та інновації, а також спілкування та співпрацю.
Мітра став лауреатом премії TED Prize у 2013 році.

### Оцінки та критика
Критики піддали сумніву твердження, що просто залишення комп'ютерів у селах призведе до розвитку математики та інших навичок.
У дослідженні в Перу, дещо схожому на дослідження Суґати Мітри, але з відмінностями (кількість ноутбуків, та способи, як були побудовані педагогічні завдання тощо), дослідник Майкл Трукано не виявив доказів підвищення цих ключових навичок. Критики засумнівались в ідеї, що простий план «Викинути обладнання в школах і сподіватися, що станеться магія» спрацює.
Довгострокова стійкість системи кіосків з комп'ютером була поставлена під сумнів, оскільки вони можуть прийти в занедбаність, якщо не будуть забезпечені типовими для школи ресурсами. Британський дослідник освіти Дональд Кларк отримав підтвердження, що типовою історією залишеної техніки буде вандалізм, якщо тільки вона не знаходиться в захищеному місці, наприклад у школі. Крім того, Кларк виявив, що за комп'ютерами переважно проводять час старші хлопчики, менше дівчаток і молодших школярів, і вони в основному використовуються для розваг, а не для навчання.
У статті журналу Wired стверджувалося, що 12-річна дитина — Палома Нойола Буено — яка жила в мексиканських трущобах, здобула перше місце на загальномексиканському іспиті з математики після того, як її шкільний вчитель Серхіо Хуарес Корреа застосував метод навчання Мітри в класній кімнаті. Було також заявлено, що її клас піднявся з 0 до 63 відсотків у відміченій категорії на іспиті з математики, тоді як інші бали впали з 45 відсотків до 7 відсотків і, можливо, покращилися в інших частинах тесту.